# ستيف دابلز
ستيف دابلز هو ممثل ومقدم برامج وناشط مجتمعي، اكتسب شهرته كشخصية عامة من مسلمي أستراليا لمواقفه القيادية ضد ازدراء الأديان والإسلام واستضافة وتقديم البرامج في شبكة وان باث وكذلك كممثل سينمائي وحاصل على جوائز.

## النشأة
ولد دابليز في مستشفى كانتربري في سيدني، أستراليا. جاء والداه من لبنان إلى أستراليا. نشأ في ريجنت بارك، سيدني بأستراليا.
ذهب ستيف إلى مدرسة بيرونج بويز الثانوية لكنه ترك الدراسة في السنة العاشرة. عرضت جامعة سيدني منحة دراسية له لكنه كان بحاجة إلى الانضمام إلى فريق الرجبي واللعب في دوري الرجبي. بسبب الإصابة، لم يتمكن دابلز من الحصول على المنحة لذلك قرر الإنضمام للتعليم الفني والإضافي، حتى بستطيع اكمال دراسته في إدارة الأعمال.

## الأحداث
- في عام 2016، بدأ ستيف تصوير وإنتاج فيلم قصير بعنوان الفرصة الأخيرة، من إنتاج شبكة وان باث. في هذا الفيلم، قدم ستيف شخصية باسم «ستاز» ويدور الفيلم حول شاب يقع في تجارة المخدرات ويحاول اصدقاؤه وعائلته اخراجه من هذا المستنقع.[7]
- في عام 2017، مُنع ستيف من الوصول إلى حسابه على فيسبوك لأكثر من أسبوعين دون أي تحذيرات أو تبرير. بعد اكتشاف تعطيل صفحته على فيسبوك في 4 مايو، نشر دبليز مقطع فيديو على انستاجرام مصرحا «أنا محطم، حزين من قلبي، أنا مستاء، أشعر بالإحباط. لا يمكن للكلمات أن تصف ما أشعر به في الوقت الحالي. لقد تم طردي من الفيسبوك. كل ما فعلته ذهب هباء». على الرغم من أن دابليز قد استعاد الوصول الكامل إلى صفحته، إلا أن الفيسبوك فشلت في تبرير أفعالها.[8]
- في عام 2019، تظاهر الناشط المجتمعي ستيف دابليز خارج مقر اذاعة KIIS لتعبير عن غضبه وحزنه عما قيل على الهواء. بسب تصريح قام به أحد المقدمين في الإذاعة كايل سانديلاندز في إسائة للسيدة العذراء على أنها كذبة. حيث قال ستيف «لم يكتف كايل بإهانة ما يقرب من أربعة مليارات مسيحي ومسلم في جميع أنحاء العالم، ولكن الأهم من ذلك أنه سخر من السيدة العذراء مريم وأساء إليها».[9]

## الجوائز
حاز دابليز على «جائزة وسائل تواصل اجتماعي للعام» و «اختيار الجمهور للعام» من جوائز الإنجاز الإسلامي الأسترالي (AMAA) لعام 2016. اس
في عام 2016، فاز دابلز أيضًا في مباراة خيرية في ملبورن، أستراليا لجمع 50 ألف دولار للأيتام السوريين.